# Mongólia címere

Mongólia állami címere 1992. III. 25. óta

Mongólia címere egy sötétkék színű korong, rajta egy sárga, stilizált vágtató lóval, a lovas helyén a szojombó jelképpel. A korongot aranyszínű díszítés veszi körül, amelynek csúcsán három ékszer látható. A címer alsó részén a korábbi fogaskerék helyett a buddhisták egyik jelképét, az Élet Kerekét helyezték el.

## Korábbi címerek
Nemzeti jelképek, címerek eleinte harci zászlókon voltak láthatóak, de ezek egyike sem tekinthető önálló címernek. A XX. század elején, Mongólia függetlenedésével keletkezett igény nemzeti jelképek megalkotására. A Mongol Népköztársaság 1924. november 25-én elfogadott első alkotmánya alapján a zászló közepén címerként a lótusz levélen álló szojombó jel volt látható.
Az 1940. júniusi alkotmány határozta meg a Mongol Népköztársaság első állami címerét. A címert mongol meander minta (kalapácsvonal) kerítette, alul az ország neve klasszikus mongol írással. A címeren látható az öt jellemző mongol állat, középen a legnagyobb becsben tartott ló, két oldalt zöldellő fű fölött tehén, kecske, birka és teve fejképe. A címer tetején vörös csillag látható.
A címeren 1941-ben a cirill betűs írásra való áttéréskor a klasszikus mongol feliratot a népköztársaság cirill kezdőbetűire cserélték. Ez a címer volt használatban 1960-ig.
A Mongol Népköztársaság (harmadik) végleges címerét az 1960. július 6-án elfogadott új alkotmány rögzítette. Ezen a kerek pajzsot búzakalászok fogják körül, a címer tetején az ötágú vörös csillaggal, amiben a szojombó jel látható. A címer alját piros-kék-piros csíkos szalag öleli körbe, rajta a népköztársaság kezdőbetűivel: БНМАУ (Бүгд Найрамдах Монгол Ард Улс, magyarul: Mongol Népköztársaság). A szalag mögött az ipar jelképe, egy fogaskerék látszik. A középső mezőben alul sárga homoksivatag, fölötte a füves pusztát jelképező zöld sávon fehér botospányvás pásztor vágtat lován a sugarakat szóró nap felé. A nap alatt hótól fehér hegycsúcs, a háttérben kék ég látható.

Szojombó (1924. XII.2 és 1939. III. 14. között Mongólia címere volt.)
Szojombó (1939. III.15 és 1940. IV.5 között.)
A Mongol Népköztársaság első állami címere (1940. IV. 6 - 1941. X. 31.)
A Mongol Népköztársaság második állami címere (November 1, 1941. XI. 1. - March 5, 1960. III. 5.)
A Mongol Népköztársaság harmadik állami címere (1960. III. 25 - 1992)